# Rödhalsad smalbagge
Rödhalsad smalbagge (Oedemera croceicollis) är en skalbaggsart som först beskrevs av Leonard Gyllenhaal 1827.  Rödhalsad smalbagge ingår i släktet Oedemera, och familjen blombaggar. Arten är reproducerande i Sverige.

## Bildgalleri

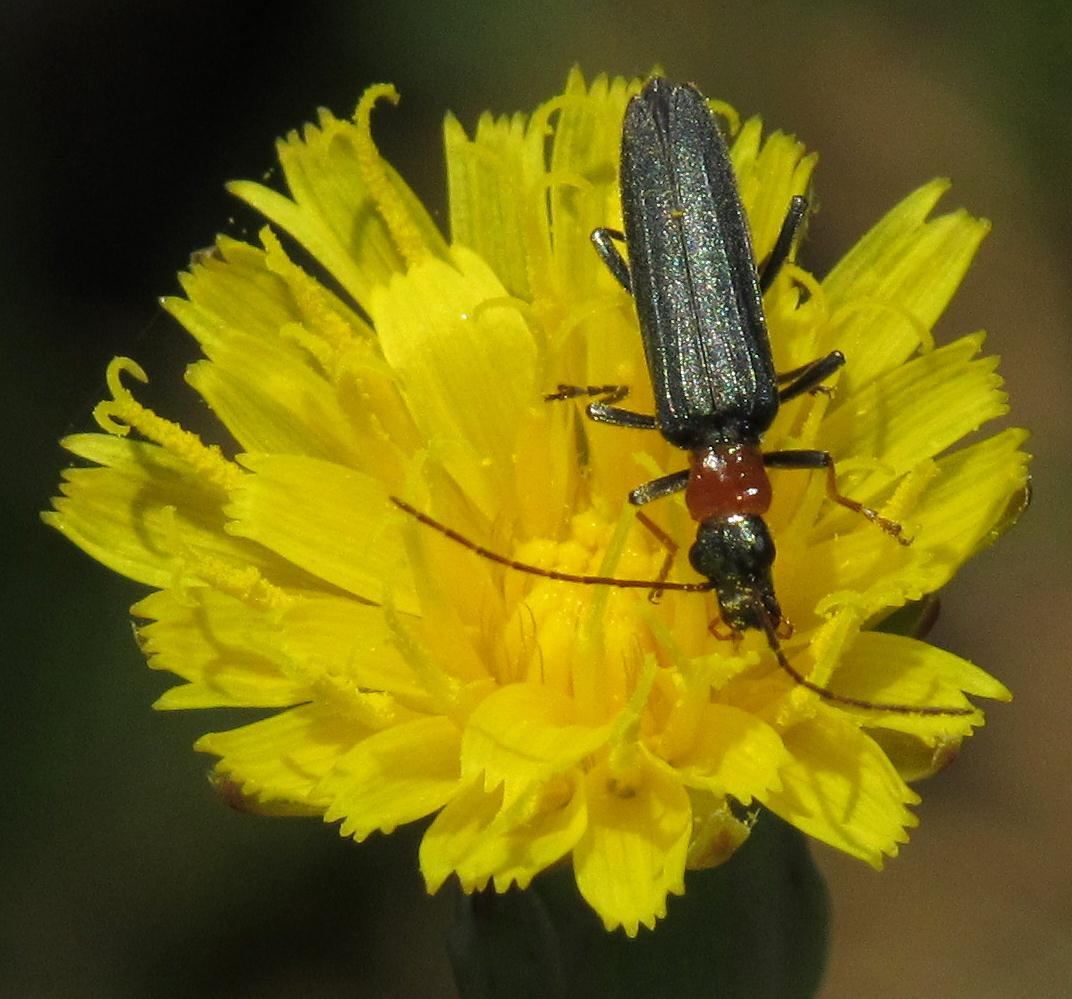